# Попугай Кеша и чудовище
«Попугай Кеша и чудовище» — шестой и последний российский мультфильм из серии Возвращение блудного попугая, созданный студией «Союзмультфильм» в 2006 году. Продолжение советской трилогии «Возвращение блудного попугая», «Утро попугая Кеши» и «Новые приключения попугая Кеши». Мультфильм разделён на две части — «Похищение попугая Кеши» и «Попугай Кеша и чудовище».

## Сюжет

### Похищение попугая Кеши
Вовка приходит домой из школы и, после неудачных поисков попугая Кеши, обнаруживает странную записку:
Положите в Третий подъезд
под батарею тыщу рублёв
Или не видать вам Кешу
как своих ушей
И не ходите в милицию
хуже будетФантомас
Вовка понимает, что Кешу похитили, будут пытать и убьют, и он впадает в отчаяние и расплакивается. А тем временем Кеша и кот Василий следят за Вовкой на чердаке через подзорную трубу. Кот показывает Кеше CD, который ему купил хозяин, и даёт ему попользоваться.
Вовка стал думать, где же достать 1000 рублей и спасти друга Кешу. Тот стал разговаривать с Вовкой по телефону кота Василия голосом разбойника, а после того, как Вовка попросил дать трубку Кеше, тот стал врать, что его бьют. Но кот Василий быстро отобрал и отключил телефон — он не выдержал ни одного слова, мотивируя это тем, что «каждое слово денег стоит». Тогда хозяин попугая Кеши, недолго думая, пошёл к своему другу Валерке, чтобы взять 1000 рублей, но Валерка сказал, что ему папа купил музыкальный центр и дать денег он не может.
Вовка решает продать свой плеер, чтобы заплатить денежный выкуп. Сначала он пытается отдать его обратно в магазин, но продавец не принял. В киоске «Скуплю всё» Вовка принял продавца за мошенника. Тогда Вовка начал «торговать» плеером среди других продавцов-торговцев, но тут его задерживает следователь по обвинению в незаконной торговле.
А тем временем кот Василий, выпив банку газированной воды, уходит ужинать, а Кешу оставляет сидеть около подзорной трубы. Когда кот Василий ушёл, попугай Кеша заскучал, что на его участке никто его не покормит.
В отделении милиции Вовка начал рассказывать участковому Ёлкину про то, что он хотел спасти друга. Ёлкин, запутавшись в «доверии», вызвал конвой, но потом отпустил его и дал денег, чтобы хозяин попугая Кеши положил под батарею отопления. Кеше надоело сидеть на чердаке, и сначала он представил себе, как Вовка совершает ограбление, в результате чего попадает в следственный изолятор, а потом, решив, что Вовка достал деньги, Кеша пошёл за ними вместе с котом Василием. Когда попугай Кеша нашёл деньги, его засёк тот же следователь, что и Вовку, а кота Василия принимает за его «сообщника». Дома попугай Кеша признаётся в том, что он всю ночь не спал — у него давление было «240 на 150000», и оно не проходит даже после принятия трёх пачек валидола. Потом Кеша извиняется перед Вовкой, и он его прощает и дарит ему учебник русского языка из-за ошибок в письме. За этим наблюдает ворона Клара через подзорную трубу и восклицает: «Прелестно!».

### Попугай Кеша и чудовище
Пока хозяин попугая Кеши был в школе, тот начал играть в игру-стрелялку и при этом разговаривать с чудовищем-динозавром. Вскоре Вовка звонит попугаю по телефону, и тот отвечает, при этом соврав, что он книги читает. Вовка же поручил Кеше оказать услугу — убраться в комнате, однако тот, закончив связь с хозяином, продолжил играть в игру-стрелялку. Уже Кеша сменил оружие, но только по чудовищу он до сих пор не попадает, при этом оно начинает разговаривать с ним. Израсходовав полный боевой комплект, попугай Кеша вновь меняет оружие, но когда он всё же попадает в динозавра, тот смеётся над дыркой в животе и выскакивает из экрана. Кеша пытается оправдаться, однако чудовище говорит, что надо читать книги вместо игр в стрелялки.
Не доверяя Кеше, чудовище желает его проучить, однако попугай Кеша залетает в экран, и чудовище, «застегнув» дыру, залетает вслед за ним. Однако попугая вовремя спасает кот Василий на вертолёте. Чудовище бросается в погоню и, чувствуя отсталость, взлетает. Сначала толстый рыжий кот думал, что попугаю Кеше надо лететь на Таити, но потом Кеша говорит, что ему надо к Вовке.
Чудовище, однако, не сдаётся — оно залетает в окно и, увидев хвост почти спрятавшегося под шифоньером попугая Кеши, хватает его и начинает трясти. Вовремя подоспел Вовка и выключил компьютер, вследствие чего чудовище исчезло. Попугай Кеша признаётся его хозяину, что действительно читал, однако его настигло чудовище. Вдруг он услышал стук во входную дверь. Оказывается, это кот Василий спрятался в холодильнике и, съев некоторую еду, произносит свою фирменную фразу: «Нас и здесь неплохо кормят!».

## Роли озвучивали
| Актёр           | Роль                                               |
| --------------- | -------------------------------------------------- |
| Игорь Христенко | Попугай Кеша и участковый Ёлкин                    |
| Ольга Шорохова  | Вовка, ворона Клара и Валерка                      |
| Дмитрий Новиков | Кот Василий, чудовище, милиционер и другие эпизоды |

## Создатели
| Автор сценария            | Александр Курляндский |
| Режиссёр                  | Александр Давыдов |
| Художники-постановщики    | Елизавета Жарова, Анатолий Савченко |
| Операторы                 | Кабул Расулов, Людмила Громова |
| Композитор                | Вадим Савичев |
| Звукооператор             | Александр Ретин |
| Художники-мультипликаторы | Дмитрий Куликов, Галина Золотовская |
| Монтажёр                  | Ольга Василенко |
| Ассистент режиссёра       | Надежда Кириченко |
| Художники-декораторы      | Лариса Колесникова, Марта Поддубицкая, Елена Мусатова, Юлия Иванова, Тамара Сычёва, Светлана Гладышева, Татьяна Зайцева, Денис Сычёв, Андрей Лукьянов, Стелла Шведова, Елена Ненастьева, Дарья Брежнева, Юлия Котова, Наталья Озерова, Анна Тарасова, Елизавета Давыдова |
| Компоузинг                | Сергей Урусов |
| Редактор                  | Наталья Абрамова |
| Администратор             | Лариса Киракосян |
| Директор картины          | Бэла Ходова |
| Продюсер                  | Акоп Киракосян |